# Kuruppu Karunaratne
Kuruppu Arachigue Karunaratne (* 29. April 1960; † 6. April 2008 in Weliweriya) war ein sri-lankischer Langstrecken- und Marathonläufer.

## Biografie
Kuruppu Karunaratne hatte seinen ersten internationalen Wettkampf bei den Asienmeisterschaften 1985. 1990 konnte er den Singapur-Marathon gewinnen. Im Folgejahr lief er beim London-Marathon persönliche Bestzeit. Bei den Olympischen Spielen 1992 in Barcelona belegte er im Marathonlauf den 71. Platz. Ein Jahr später startete er bei den Weltmeisterschaften ebenfalls im Marathonlauf und erreichte den 40. Rang.
Am 6. April 2008 nahm er an einem Marathonlauf, der Teil der traditionellen Neujahrszeremonie auf Sri Lanka ist, teil. Während des Marathonlaufs sprengte sich ein Selbstmordattentäter in die Luft und tötete dabei neben Karunaratne auch den Politiker Jeyaraj Fernandopulle sowie 13 weitere Personen.